# Țarski Izvor, Veliko Tărnovo
Țarski Izvor (în bulgară Царски Извор) este un sat în comuna Strajița, regiunea Veliko Tărnovo,  Bulgaria. 

## Demografie
Componența etnică a satului Țarski Izvor
     Bulgari (50,12%)
     Turci (38,07%)
     Romi (8,63%)
     Nicio identificare (3,16%)
La recensământul din 2011, populația satului Țarski Izvor era de 822 locuitori. Din punct de vedere etnic, majoritatea locuitorilor (50,12%) erau bulgari, existând și minorități de turci (38,07%) și romi (8,63%). Pentru 3,16% din locuitori nu este cunoscută apartenența etnică.